# Máquina de equilibrado

Dos masas de equilibrio (indicadas por m) utilizadas para equilibrar una masa giratoria no concéntrica

Una máquina de equilibrado es una herramienta que se utiliza para ajustar piezas de máquinas rotativas, como rotores de motores eléctricos, ventiladores, turbinas, frenos de disco, discos duros, hélices o bombas hidráulicas. La máquina suele estar formada por dos pedestales rígidos, con suspensión y un cojinete en la parte superior que sostienen una plataforma de montaje. La unidad que se está probando está atornillada a la plataforma y se hace girar mediante una correa, un sistema neumático o un accionamiento eléctrico. A medida que la pieza gira, los sensores detectan la vibración en la suspensión, y esa información se utiliza para determinar el grado de desequilibrio de la pieza. Junto con la información de fase, la máquina puede determinar cuánto y dónde añadir o quitar pesos para equilibrar la pieza.

## Cojinetes duros frente a cojinetes blandos

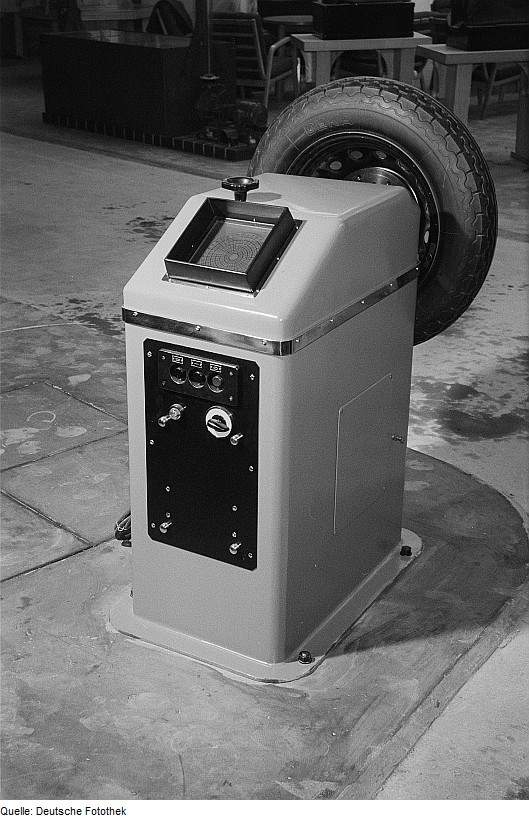
Máquina para el equilibrado de ruedas de automóvil

Hay dos tipos principales de máquinas equilibradoras, las equipadas con cojinetes duros y las equipadas con cojinetes blandos. Sin embargo, la diferencia entre ellas está en la suspensión, y no en los cojinetes.
En una máquina con cojinetes duros, el equilibrado se realiza a una frecuencia inferior a la frecuencia de resonancia de la suspensión. Por lo tanto, el desplazamiento resultante de la suspensión se debe a la fuerza centrífuga generada por el desequilibrio del rotor. En una máquina con cojinetes blandos, el equilibrado se realiza a una frecuencia superior a la frecuencia de resonancia de la suspensión. El desplazamiento de la suspensión está determinado por la distancia del eje principal de inercia del rotor en relación con el eje de rotación del rotor definido por los cojinetes del rotor. Ambos tipos de máquinas tienen varias ventajas y desventajas. Una máquina con cojinetes duros es generalmente más versátil y puede manejar piezas con pesos muy variables, porque las máquinas con cojinetes duros miden la fuerza centrífuga y solo requieren una calibración única. Solo es necesario introducir cinco dimensiones geométricas en la unidad de medición y la máquina está lista para su uso. Por lo tanto, funciona muy bien para la producción de volúmenes bajos y medianos y en talleres de reparación.
Una máquina con cojinetes blandos no es tan versátil con respecto a la cantidad de peso del rotor que se debe equilibrar. La preparación de una máquina de cojinetes blandos para tipos de rotor individuales requiere más tiempo, porque necesita calibrarse para diferentes tipos de piezas, lo que hace que la precisión del proceso dependa del conocimiento y la habilidad del operador. Con un equipo de medición capaz de almacenar los parámetros de calibración de configuración, la necesidad de recalibración se vuelve innecesaria siempre que se duplique la configuración original del rotor en la máquina equilibradora en el momento de su calibración. Por lo tanto, el uso de un dispositivo dedicado para cada tipo de rotor puede tener un costo adicional, pero ofrece la ventaja de una mejor precisión del proceso de equilibrado y una menor dependencia del nivel de habilidad del operador de la máquina. Como la configuración de la máquina es un poco más tediosa, generalmente es más adecuada para tareas de equilibrado de alta precisión y alto volumen de producción. Esto último es necesario cuando el rotor tiene una alta velocidad de servicio o una aplicación crítica (consúltese la norma ISO 201940 para conocer la tolerancia de equilibrado recomendada).
Las máquinas de cojinetes duros y blandos se pueden automatizar para eliminar peso automáticamente, como mediante perforación o fresado, pero en general, las máquinas de cojinetes duros son más robustas y fiables. Ambos tipos de máquina se pueden integrar en una cadena de producción y cargar mediante un brazo robótico o un pórtico, lo que requiere muy poco control humano.

## Cómo funciona
Con la pieza giratoria a ajustar apoyada sobre los cojinetes, se fija un sensor de vibración a la suspensión. En la mayoría de las máquinas con cojinetes blandos, se utiliza un sensor de velocidad. Este sensor funciona moviendo un imán en relación con una bobina fija que genera un voltaje proporcional a la velocidad de la vibración. También se pueden utilizar acelerómetros, que miden la aceleración generada por la vibración.
Se utiliza un fotodetector (a veces llamado "phaser"), sensor de proximidad o codificador para determinar la velocidad de rotación, así como la fase relativa de la pieza giratoria. Esta información de fase se utiliza luego para filtrar la información de vibración y determinar la cantidad de movimiento, o fuerza resultante, en una rotación de la pieza. Además, la diferencia de tiempo entre la fase y el pico de vibración proporciona el ángulo en el que existe el desequilibrio. La cantidad de desequilibrio y el ángulo de desequilibrio proporcionan un vector de desequilibrio.
La calibración se realiza añadiendo un peso conocido en un ángulo conocido. En una máquina de cojinetes blandos, se deben agregar pesos de prueba en los planos de corrección para cada pieza. Esto se debe a que se desconoce la ubicación de los planos de corrección en el eje de rotación y, por lo tanto, se desconoce cuánto afectará una cantidad determinada de peso al equilibrio. Al usar pesos de prueba, se agrega un peso conocido en un ángulo conocido y se obtiene el vector de desequilibrio causado por él.

## Otros tipos de máquinas equilibradoras
Las 'máquinas equilibradoras estáticas se diferencian de las máquinas con cojinetes duros y blandos en que la pieza no gira para tomar una medición. En lugar de reposar sobre sus cojinetes, la pieza reposa verticalmente sobre su centro geométrico. Una vez en reposo, cualquier movimiento de la pieza que se aleje de su centro geométrico es detectado por dos sensores perpendiculares debajo de la mesa y devuelto como desequilibrio. Los equilibradores estáticos se utilizan a menudo para equilibrar piezas con un diámetro mucho mayor que su longitud, como los ventiladores. Las ventajas de utilizar un equilibrador estático son la velocidad y el precio. Sin embargo, un equilibrador estático solo puede corregir en un plano, por lo que su precisión es limitada.
Una máquina equilibradora de palas intenta equilibrar una pieza en el ensamblaje, por lo que se requiere una corrección mínima más adelante. El equilibrio de masa de las palas se realiza normalmente para palas cortas, mientras que las palas largas pueden requerir un pesaje de momentos en uno o dos ejes. Las palas largas que también son anchas pueden requerir que se mida su momento axial para optimizar la distribución de la tensión en el eje. Los equilibradores de palas se utilizan en piezas como ventiladores, hélices y turbinas. En una equilibradora de palas, el peso y/o el momento de cada pala que se va a ensamblar se introduce en un paquete de software de equilibrado. Luego, el programa clasifica las palas e intenta encontrar la disposición con la menor cantidad de desequilibrio. Una menor cantidad de peso de corrección del desequilibrio en el proceso de equilibrado final significa una menor tensión (concentrada) en el ensamblaje del rotor.
Las máquinas equilibradoras portátiles se utilizan para equilibrar piezas que no se pueden desmontar y colocar en una máquina equilibradora, normalmente piezas que están en funcionamiento, como turbinas, bombas y motores. Las equilibradoras portátiles vienen con sensores de desplazamiento, como acelerómetros, y una fotocélula, que luego se montan en los pedestales o en el recinto de la pieza en funcionamiento. En función de las vibraciones detectadas, calculan el desequilibrio de la pieza. Muchas veces estos dispositivos contienen un analizador de espectro para que se pueda controlar el estado de la pieza sin el uso de una fotocélula y se pueda analizar la vibración no rotacional.